# Тревелин
Тревелин (исп. Trevelin) — город и муниципалитет в департаменте Футалеуфу провинции Чубут (Аргентина).

## История
Эти места в октябре 1885 года открыла экспедиция «Стрелки Чубута», и в ноябре здесь была основана валлийская колония. Впоследствии возник территориальный спор между Чили и Аргентиной: Аргентина считала, что граница между странами должна проходить по линии самых высоких горных вершин, а Чили — что по линии водораздела между Тихим и Атлантическим океанами. В 1902 году местное валлийское население на плебисците проголосовало за то, чтобы остаться в составе Аргентины.
В 1918 году в связи с тем, что у местных фермеров были очень хорошие урожаи, здесь была построена мельница (проработавшая до 1953 года). Собственники мельницы стали вкладываться в развитие территории, и в 1920-х годах основали населённый пункт. Официально он был назван «Колония 16 октября», но это название было быстро вытеснено названием «Тревелин».